# 尼科西亚区
尼科西亚区（希臘語：Επαρχία Λευκωσίας），是塞浦路斯的一个区，包含首都尼科西亚及周边地区。尼科西亚区北部由土耳其支持的北塞浦路斯土耳其共和国控制。北尼科西亚的西部被北塞浦路斯方面建制为莫爾富區與萊夫卡區，中部与东部建制为同名區份。拉纳卡区土耳其聚居区也由北塞浦路斯方面的同名區份管理。